# Lantaarn

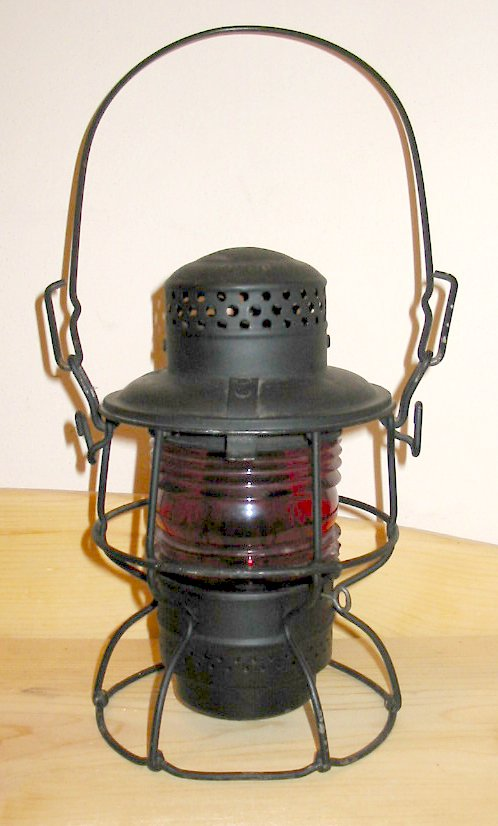
Lantaarn

Een lantaarn of lantaren is een hulpmiddel om een beperkt of groter gebied van licht te kunnen voorzien. Van oudsher is een lantaarn een constructie van glas en metaal of hout, zodat wind en regen geen vat op de lichtbron hebben.

## Variatie
Een lantaarn kan als lichtbron een kaars of een olielampje bevatten, een gasvlam (met of zonder gloeikousje), of een elektrische lamp. Lantaarns worden gemaakt van verschillende materialen, zoals metaal, steen, papier, hout of porselein.

### Zaklantaarns
Er zijn kleine lantaarns, die bijvoorbeeld als zaklantaarn (ook wel zaklamp) gebruikt kunnen worden. Deze werken meestal op batterijen. Een bijzondere vorm van zaklantaarn is de zogenaamde knijpkat, omdat deze niet met batterijen werkt, maar de eigen elektrische spanning opwekt wanneer er in wordt geknepen.

### Straatlantaarns
Een lantaarn bedoeld voor straatverlichting wordt een straatlantaarn genoemd. Een straatlantaarn bestaat uit een lantaarnpaal en ter bescherming een armatuur met lichtbron.

### Azië
Veel traditionele Japanse en Chinese lantaarns (lampions) zijn gemaakt van papier en bamboe, en kunnen soms worden opgevouwen. Ze worden wel gebruikt bij feesten of als reclame onder dakranden van gebouwen. Ook van metaal gemaakte hangende lantaarns (tsuri-dōrō) worden gebruikt.
Daarnaast zijn traditionele Japanse lantaarns vaak gemaakt van duurzaam materiaal als steen (ishi-dōrō) of metaal en zijn geplaatst bij heiligdommen, graven, tempels en theehuizen, in parken en bij belangrijke huizen, en soms als lichtbaken bij havens. Koreaanse stenen lantaarns zijn traditionele, stenen lantaarns. Zij staan gewoonlijk op tempelterreinen en bij graven.

## Afbeeldingen

metalen lantaarns
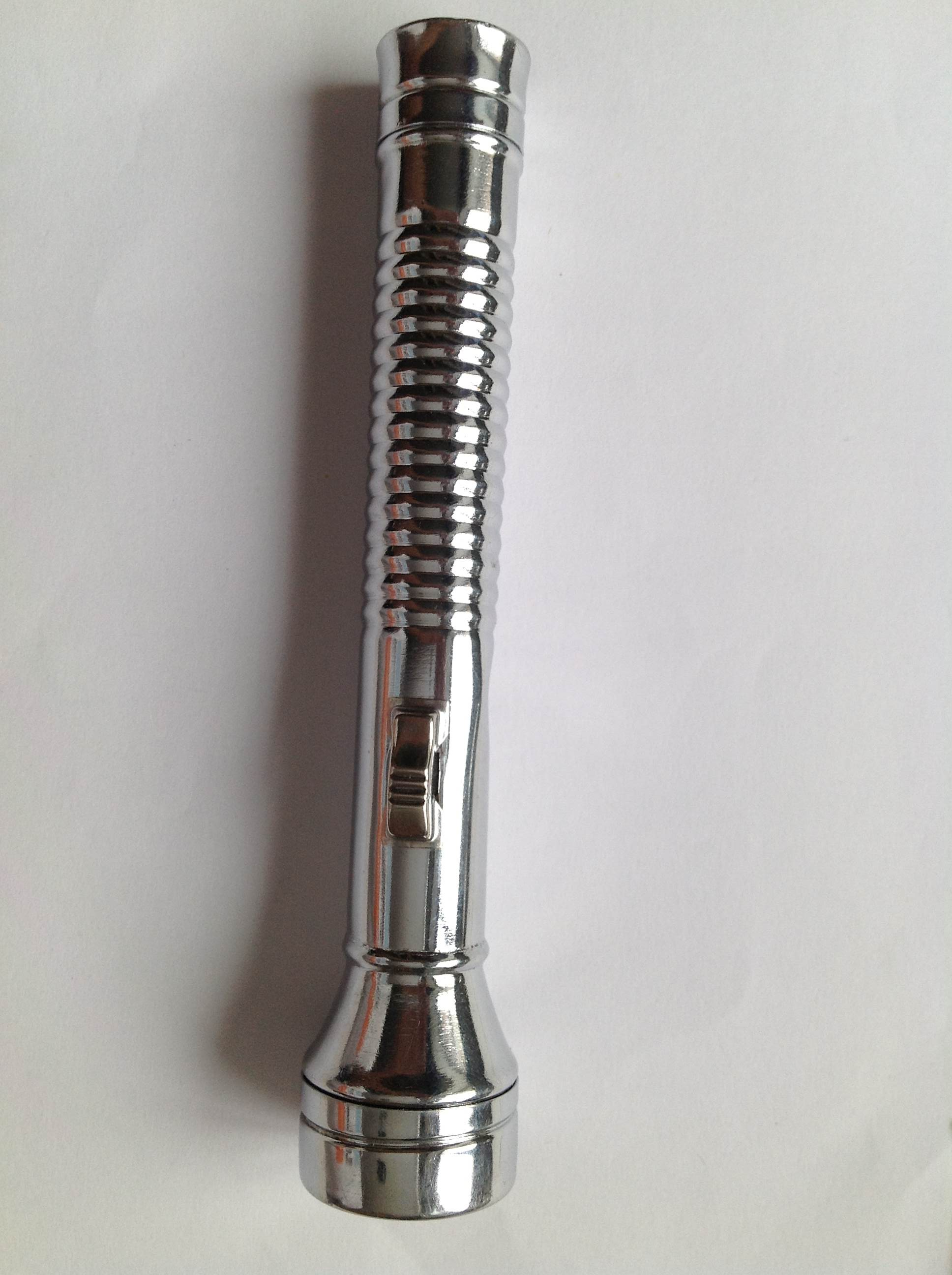
Zaklantaarn
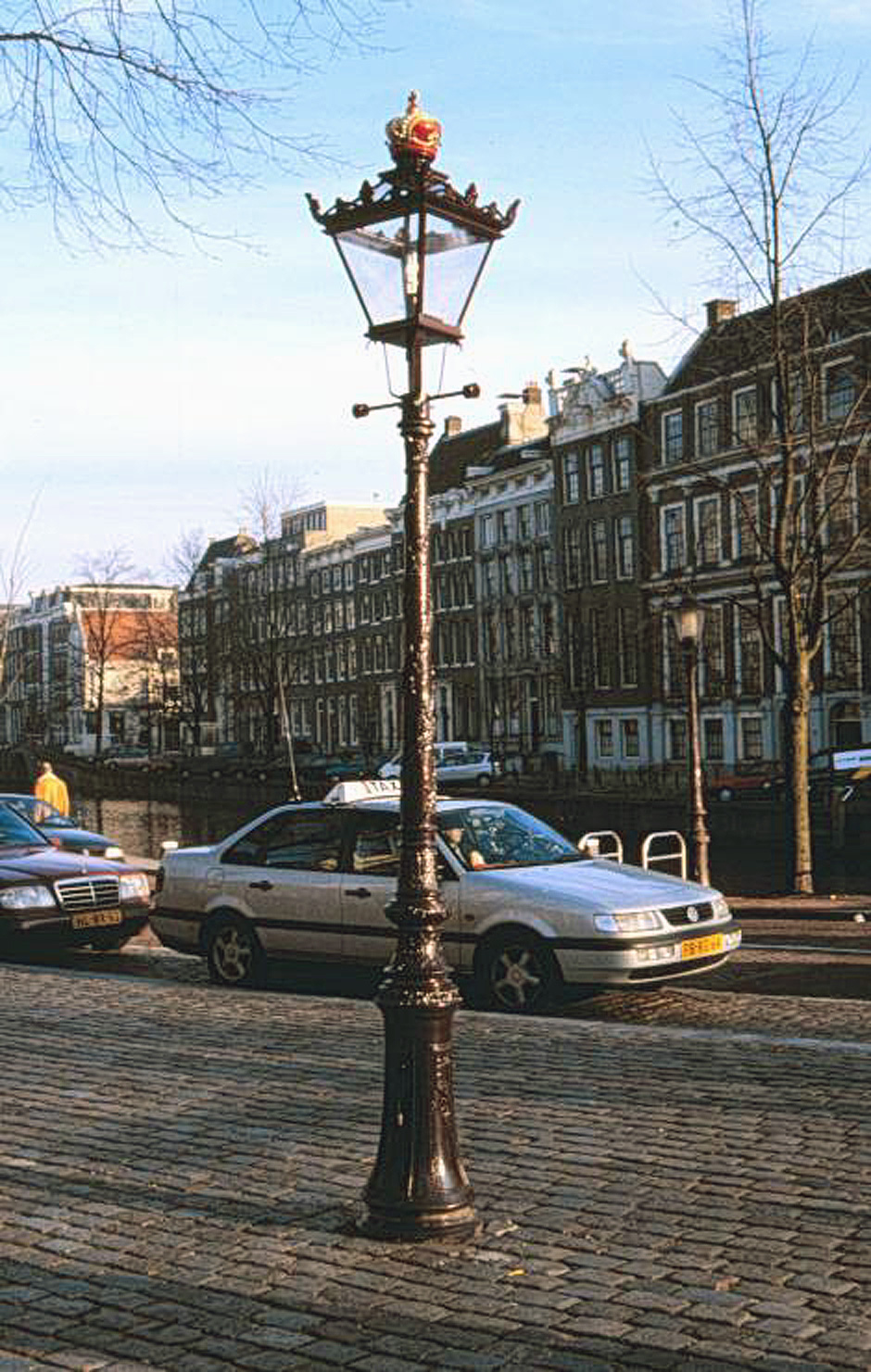
Amsterdamse kroonlantaarn op de Westermarkt.
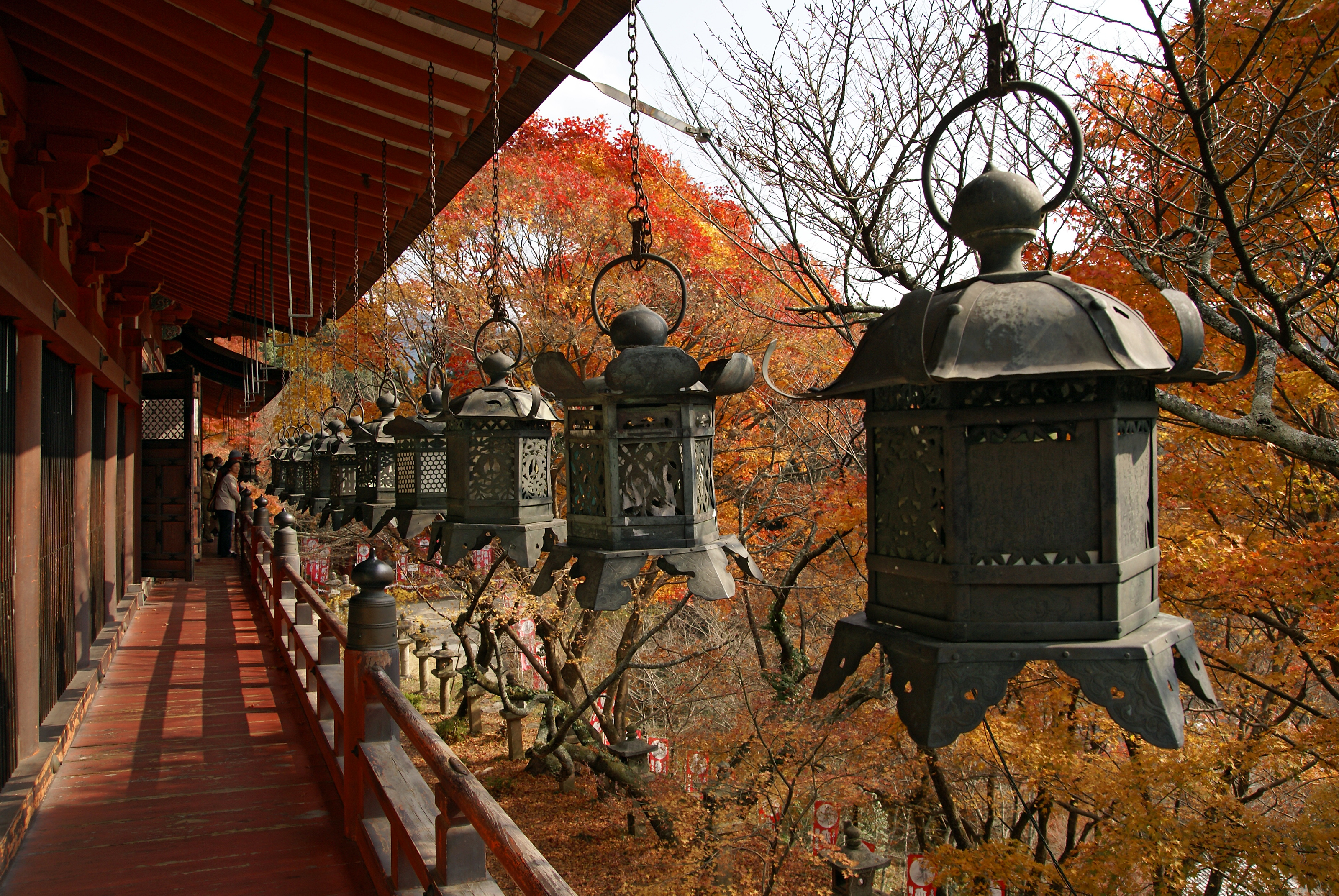
Tsurigata tōrō, Japanse hangende metalen lantaarn
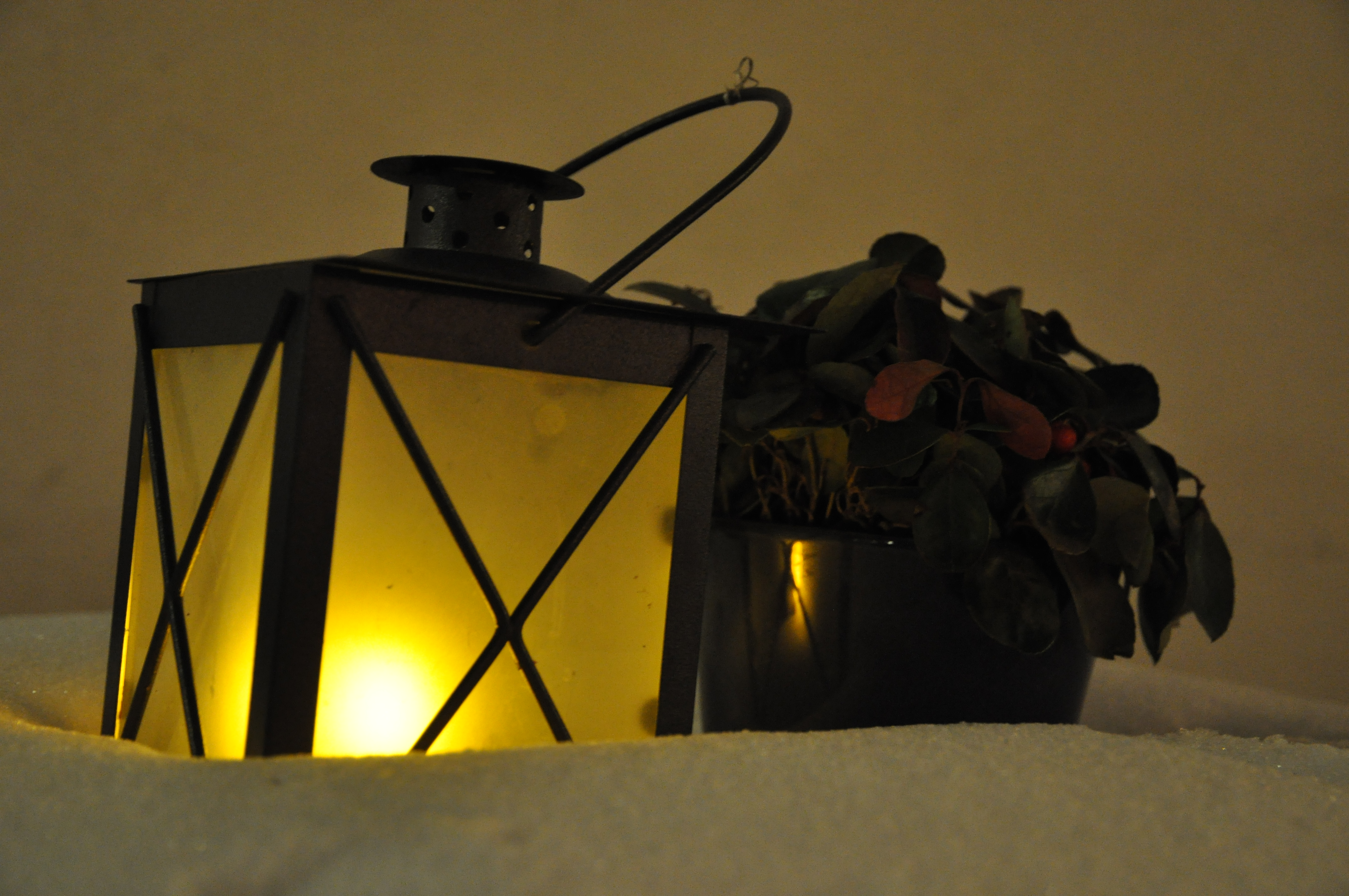
Lantaarn met kaars in de sneeuw

stenen lantaarns
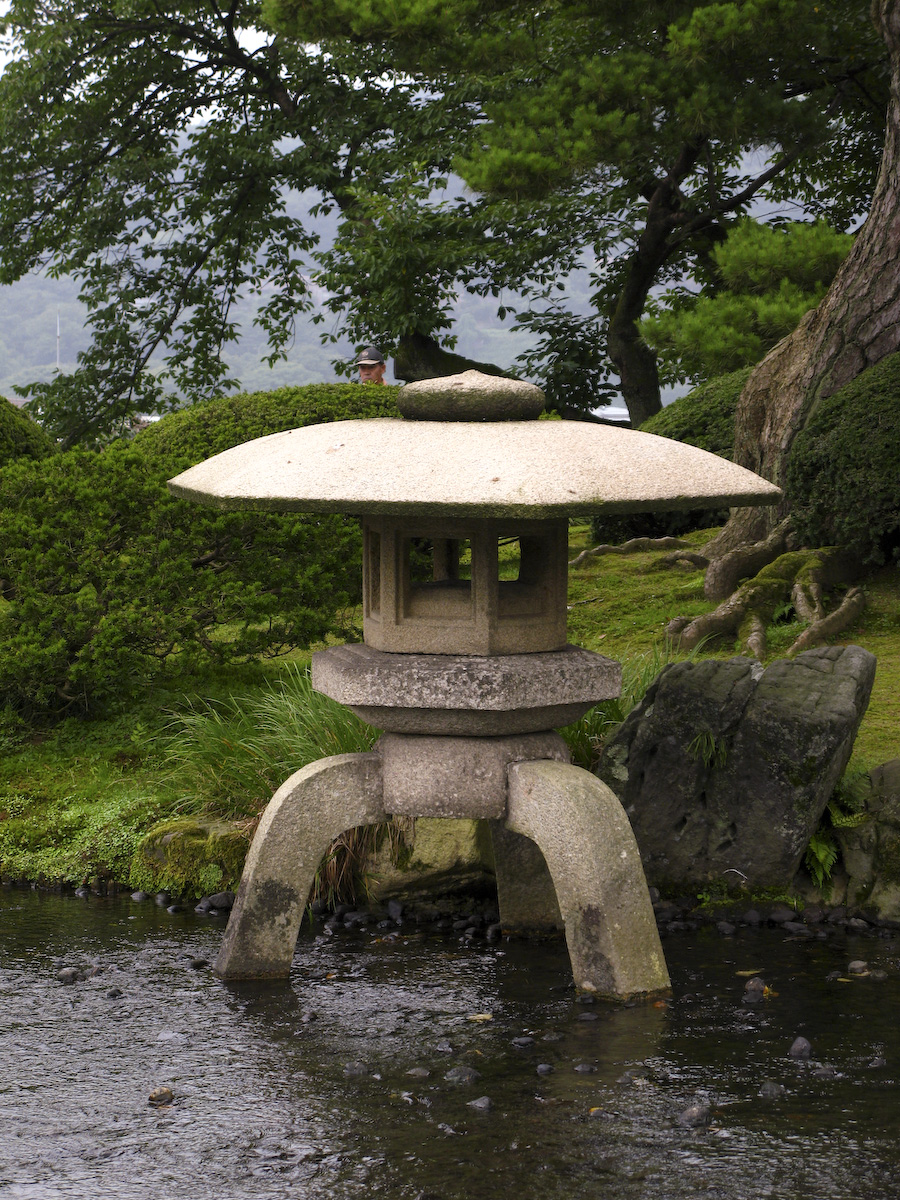
Lage staande Japanse lantaarn (Yukimi-dōrō) bij water
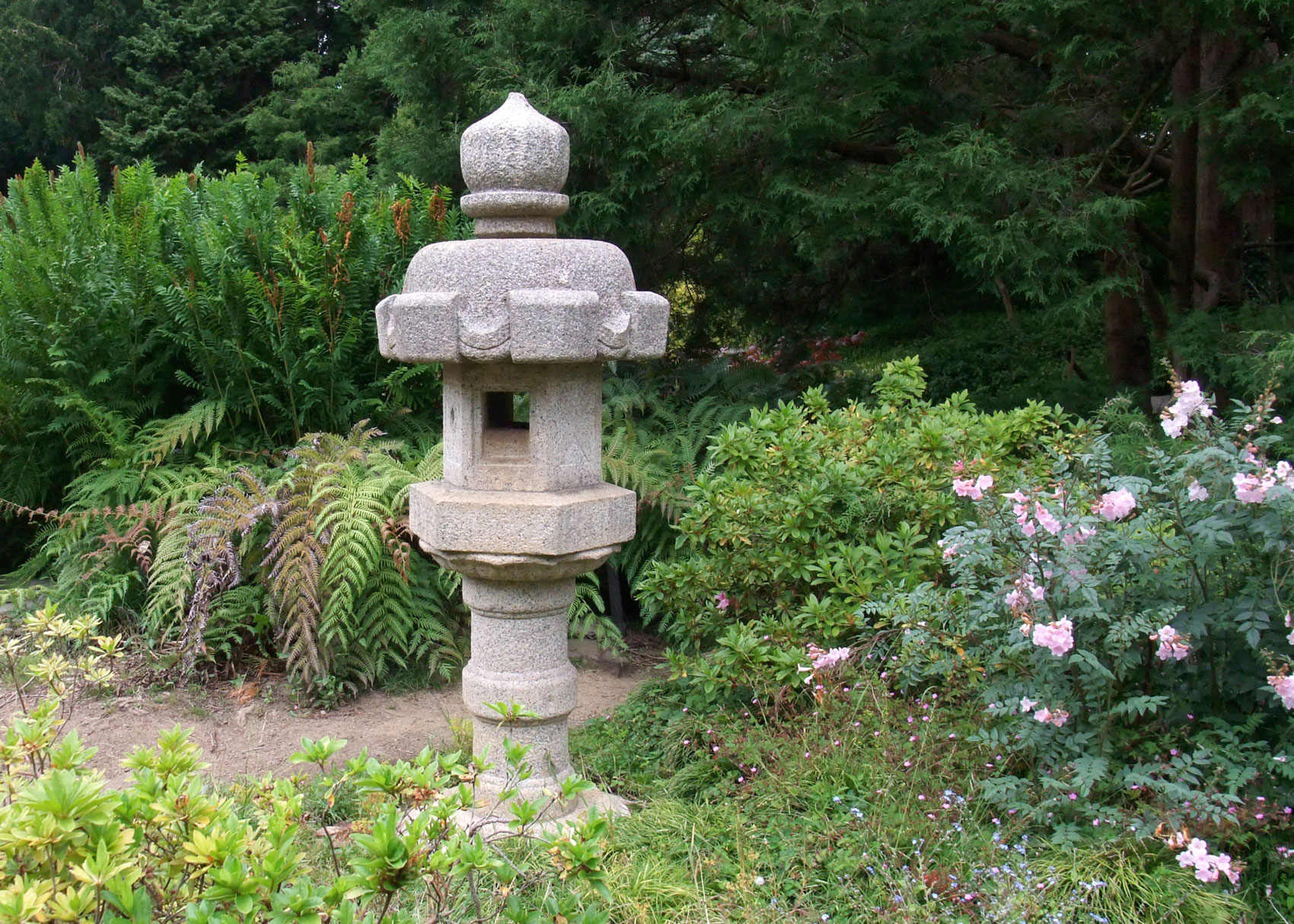
Japanse stenen platformlantaarn (ishi-dōrō) in Japanse tuin in de San Francisco Botanical Garden
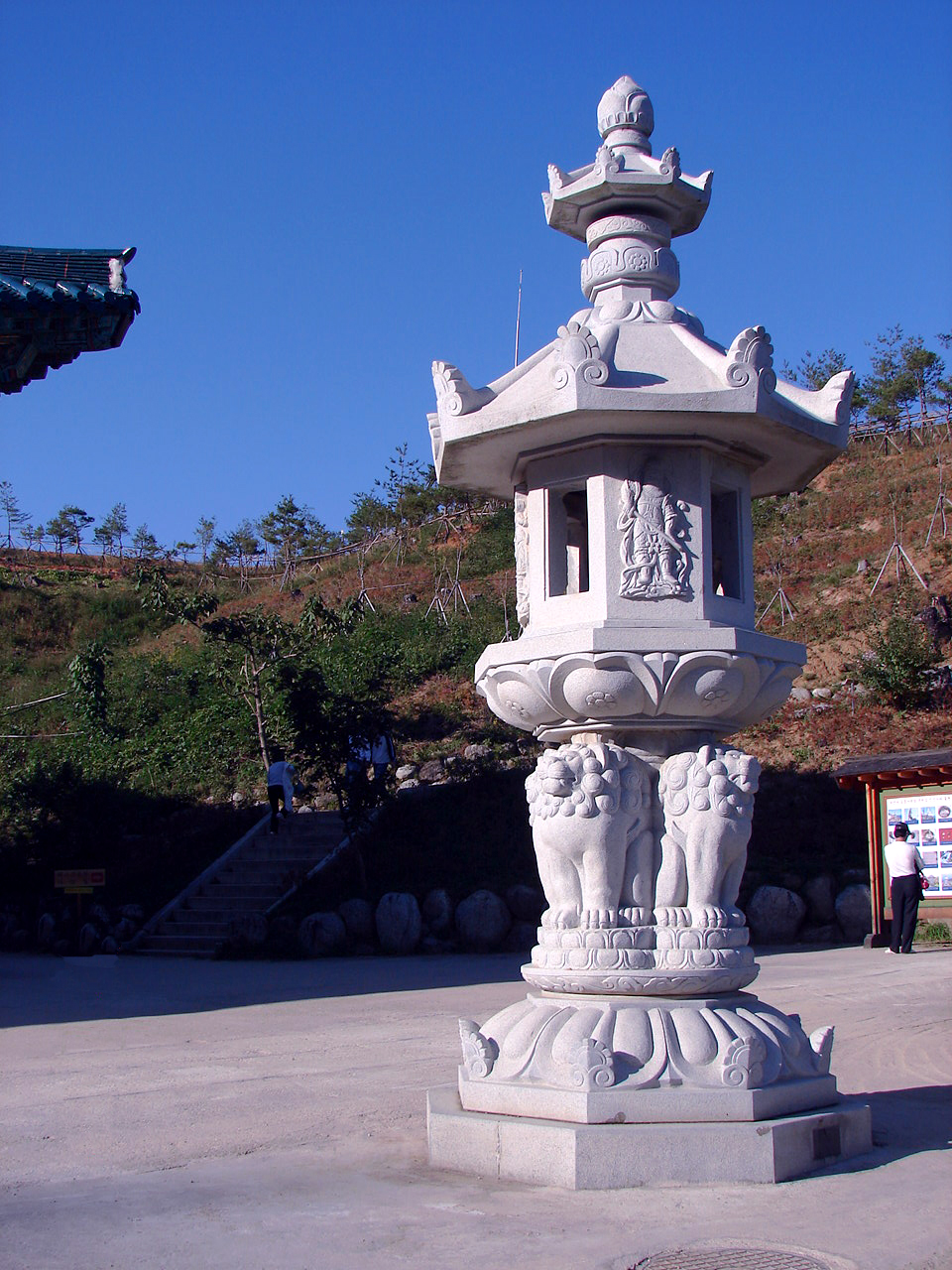
Naksansa. Koreaanse stenen lantaarn met dragende leeuwen
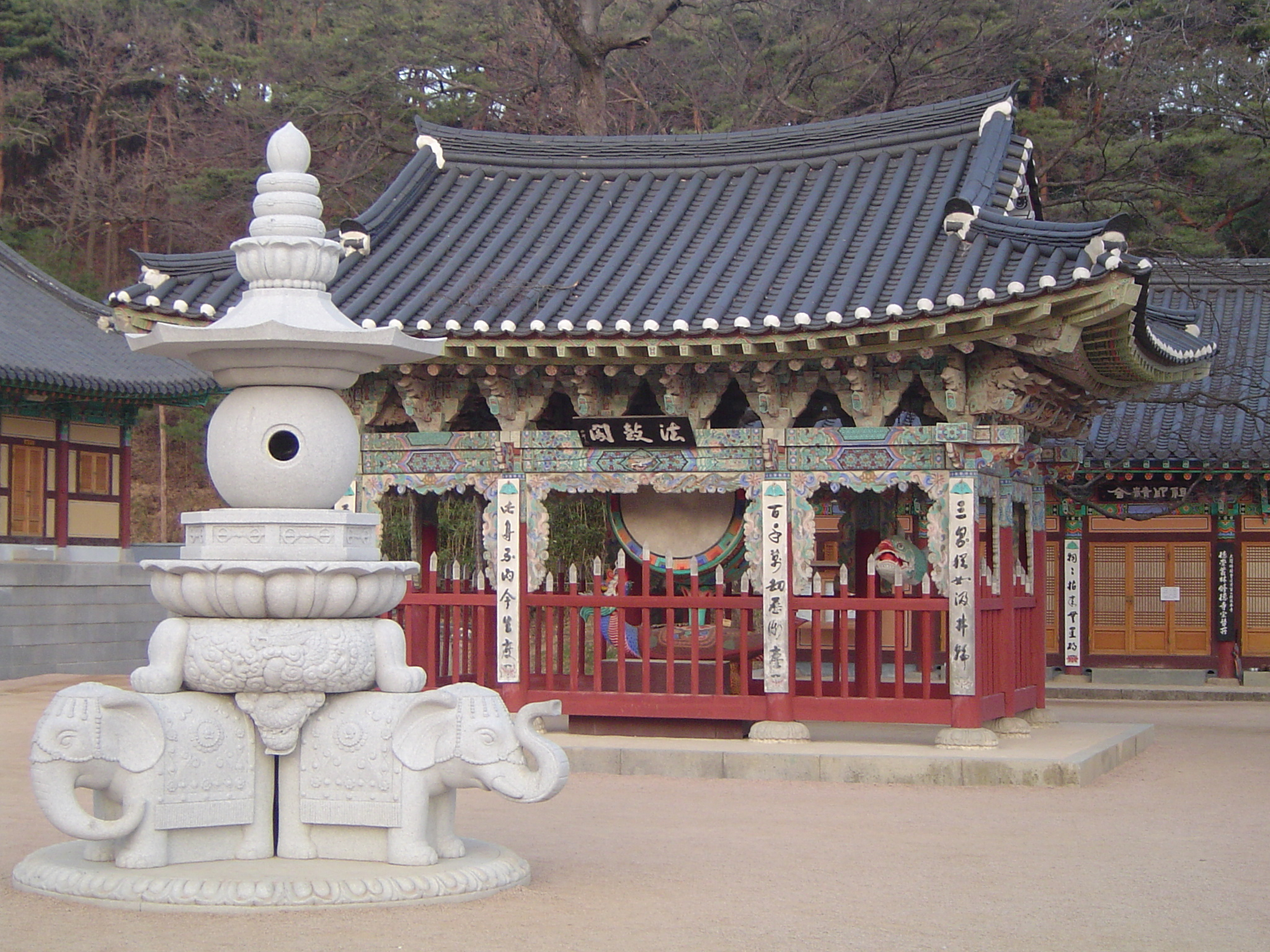
Lantaarn met olifanten bij hoofdtempel van het Koreaanse Zen-boeddhisme.

pompoen en papieren lantaarns
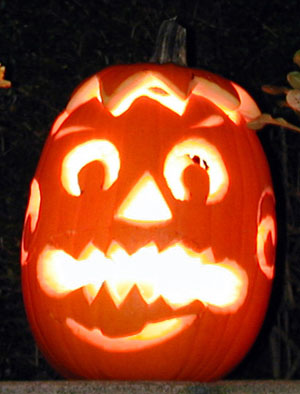
Jack-o'-lantern tijdens Halloween
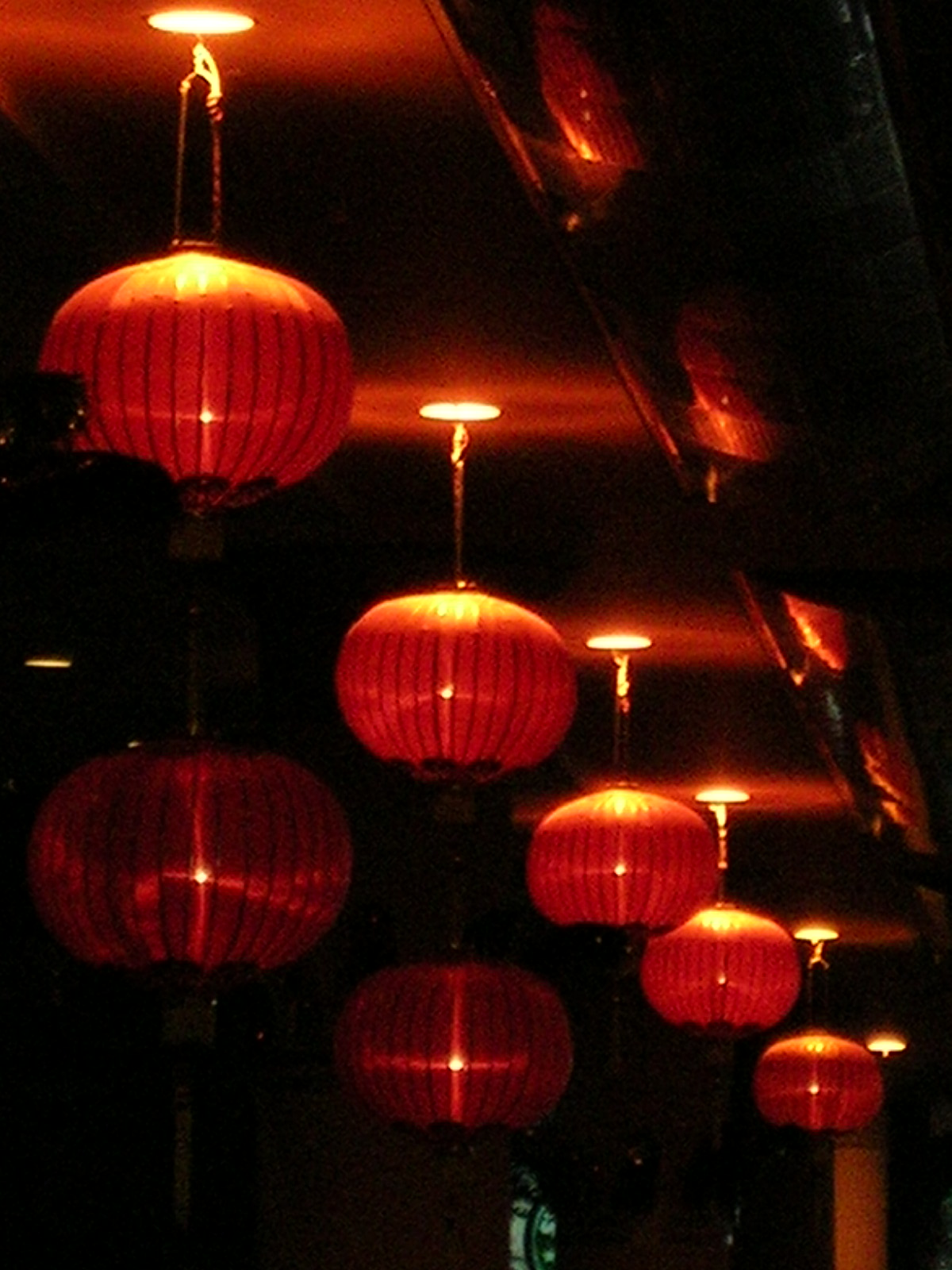
Chinese lantaarns
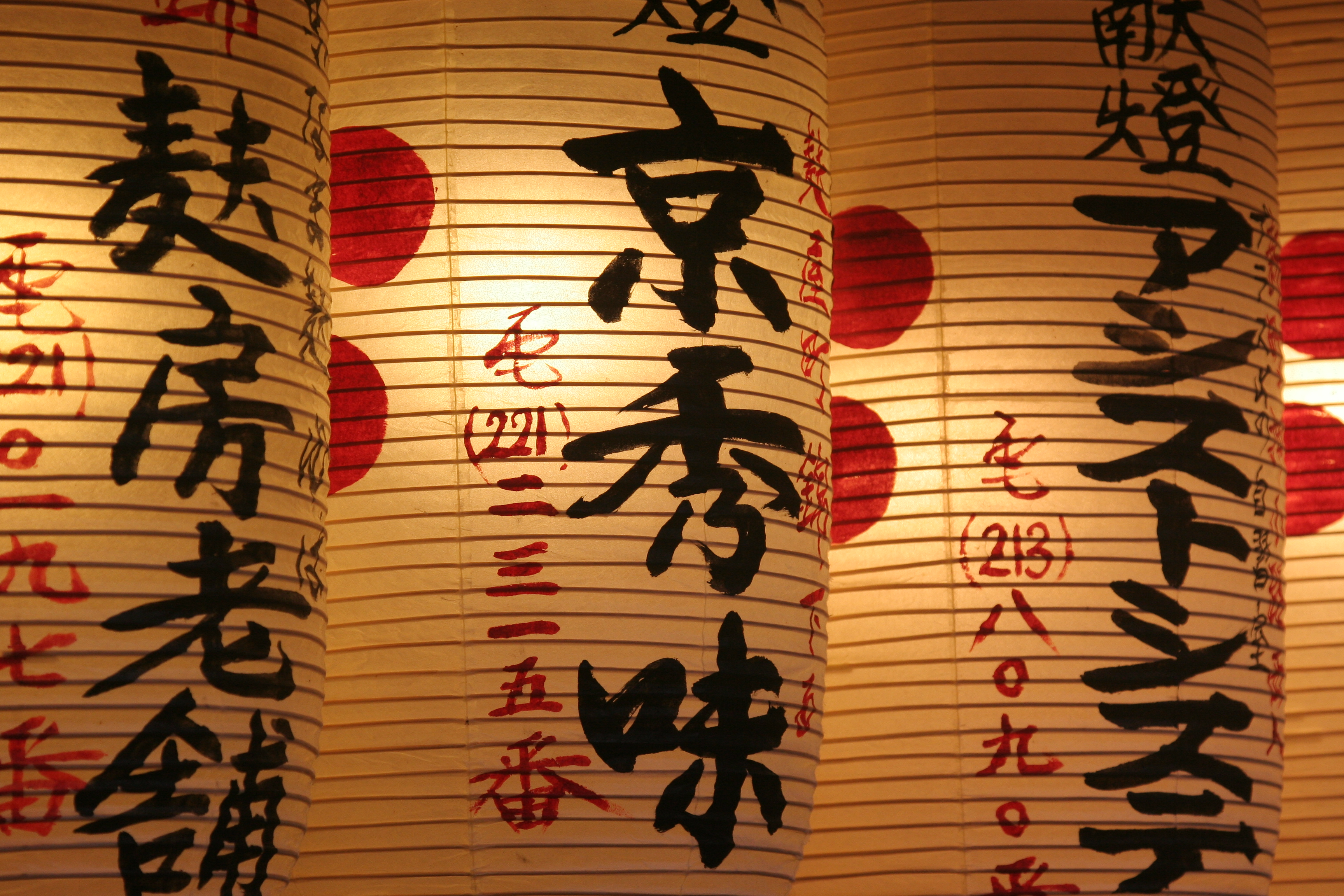
Japanse papieren lantaarns
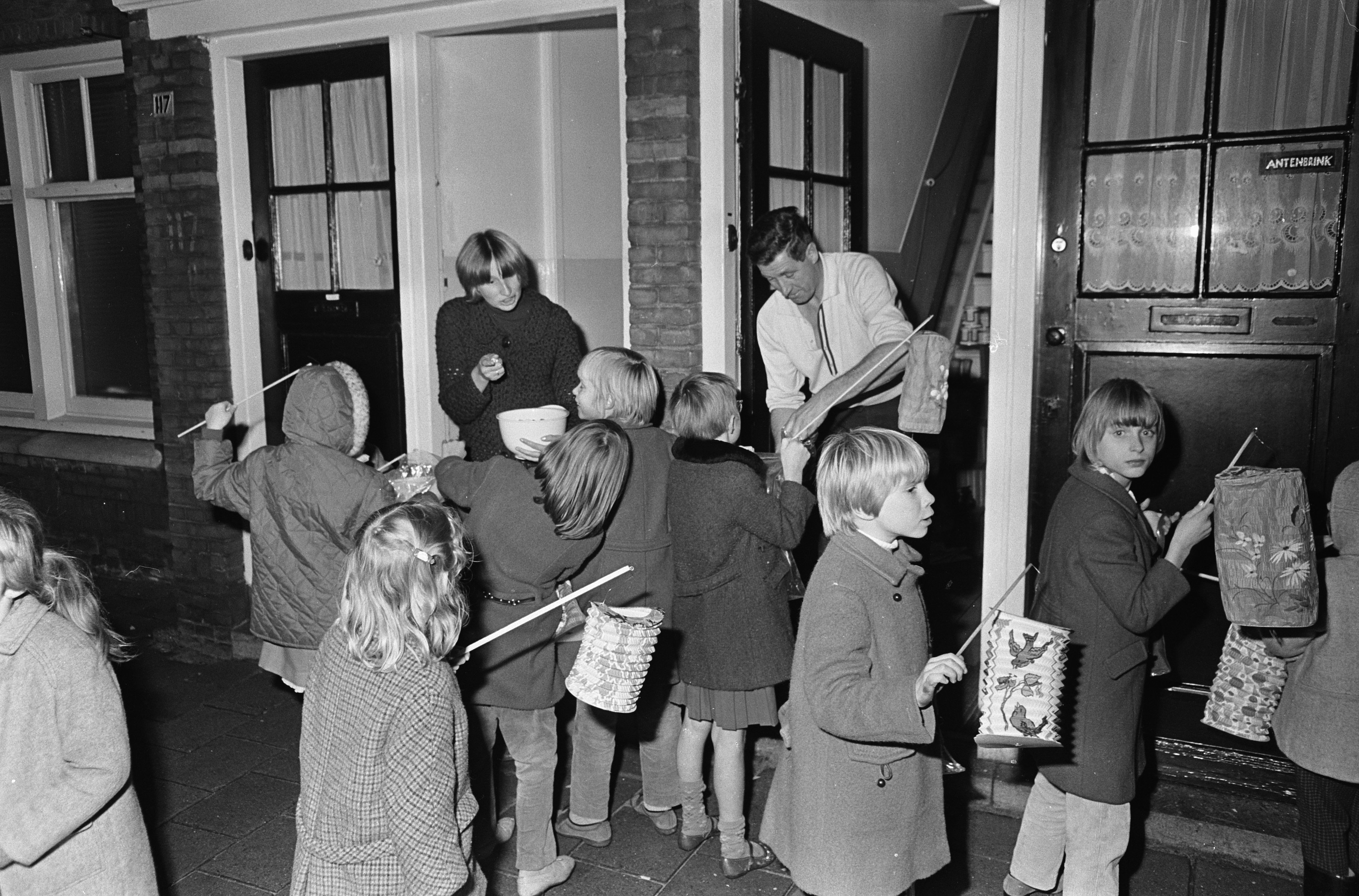
Sint-Maartenoptocht in Amsterdam